# Cała naprzód: Emanuello do dzieła!
Cała naprzód: Emanuello do dzieła! (ang. Carry On Emmannuelle) – brytyjska komedia filmowa z 1978 roku w reżyserii Geralda Thomasa i ze scenariuszem Lance'a Petersa. Pod względem fabularnym stanowi parodię popularnych w latach 70. filmów erotycznych, zwłaszcza francuskiego cyklu o ponętnej Emmanuelle. 
Film jest ostatnią z dwudziestu dziewięciu (lub trzydziestu, jeśli liczyć też kompilacyjny That's Carry On) części cyklu Cała naprzód zrealizowanych w latach 1958-1978. Choć w 1992 nakręcono jeszcze jeden film pod szyldem Całej naprzód, Kolumbie do dzieła, Emmanuello do dzieła pozostaje ostatnią odsłoną z udziałem takich gwiazd serii jak Kenneth Connor, Kenneth Williams, Joan Sims czy Peter Butterworth.

## Opis fabuły
Główną bohaterką jest młoda i niezwykle ponętna Emmannuelle, żona francuskiego ambasadora w Londynie. Wróciła właśnie z długiej podróży po świecie i zamieszkuje w rezydencji męża, który nigdy nie wspominał o niej nikomu z wiernej służby. Sam ambasador pod wpływem nieszczęśliwego wypadku stał się impotentem, tymczasem jego żona to niepoprawna, bezpruderyjna nimfomanka. Z czasem jej erotyczne wyczyny wywracają do góry nogami kostyczny świat londyńskich elit. Jednocześnie w dziewczynie platonicznie zakochany jest niezdarny stary kawaler, zdominowany przez nadopiekuńczą matkę. On i Emmannuelle poznali się podczas przypadkowego zbliżenia w toalecie samolotu, które dla niej było tylko chwilą rozrywki w czasie lotu, lecz w nim rozpaliło autentyczne uczucie. Teraz zrobi wszystko, aby zatrzymać Francuzkę tylko dla siebie.

## Obsada
- Suzanne Danielle jako Emmannuelle
- Kenneth Williams jako ambasador
- Kenneth Connor jako Leyland, szofer
- Jack Douglas jako Lyons, lokaj
- Joan Sims jako Pani Dangle, kucharka
- Peter Butterworth jako Richmond, stary służący
- Larry Dann jako Theodore
- Beryl Reid jako matka Theodore'a
- Albert Moses jako lekarz
- Dino Shafeek jako urzędnik imigracyjny